# Arc of Infinity
A Arc of Infinity a Doctor Who sorozat 123. része, amit 1983. január 3. és január 12. között adtak négy epizódban. Ebben a részben ismét megjelenik a Doktor Gallifrey-n, s továbbá ismét megjelenik tíz év után Omega is, a Doktor korábbi ellensége.

## Történet
Gallyfrey-n valaki ellopja a Doktor bioadatait, és ennek segítségével besározza a Doktort az Idő Lordok előtt... Egy amszterdami szökőkút alatt elzárva egy régi kripta rejtőzik. Két fiatal fiú ott éjszakázik, de odabent nagy meglepetés várja őket. A kripta egy része tulajdonképpen egy Tardis és az egyik első Idő Lord Omega visszatérését szolgálja. Omega annak idején egy antianyag világban rekedt, s most hosszú idő után bosszúra szomjazva akar visszatérni.

## Epizódlista
| #  | Bemutató napja   | Hossza | Nézők száma (millió) |
| -- | ---------------- | ------ | -------------------- |
| 1. | 1983. január 3.  | 24:37  | 7,2                  |
| 2. | 1983. január 5.  | 24:42  | 7,3                  |
| 3. | 1983. január 11. | 24:37  | 6,9                  |
| 4. | 1983. január 12. | 24:28  | 7,2                  |

## Könyvkiadás
A könyvváltozatát 1983. október 22-én adta ki a Target könyvkiadó. Írta Terrance Dicks.

## Otthoni kiadás
- VHS-en 1994 márciusában adták ki.
- DVD-n 2007. augusztus 6-án adták ki a Time-Flight című résszel.

### Fordítás
- Ez a szócikk részben vagy egészben  az   Arc_of_Infinity című angol Wikipédia-szócikk fordításán alapul.  Az eredeti cikk szerkesztőit annak laptörténete sorolja fel. Ez a jelzés csupán a megfogalmazás eredetét és a szerzői jogokat jelzi, nem szolgál a cikkben szereplő információk forrásmegjelöléseként.